# Lejops arquatus
Lejops arquatus är en tvåvingeart som först beskrevs av Thomas Say 1829.  Lejops arquatus ingår i släktet sävblomflugor, och familjen blomflugor. Inga underarter finns listade i Catalogue of Life.